# Seagaia

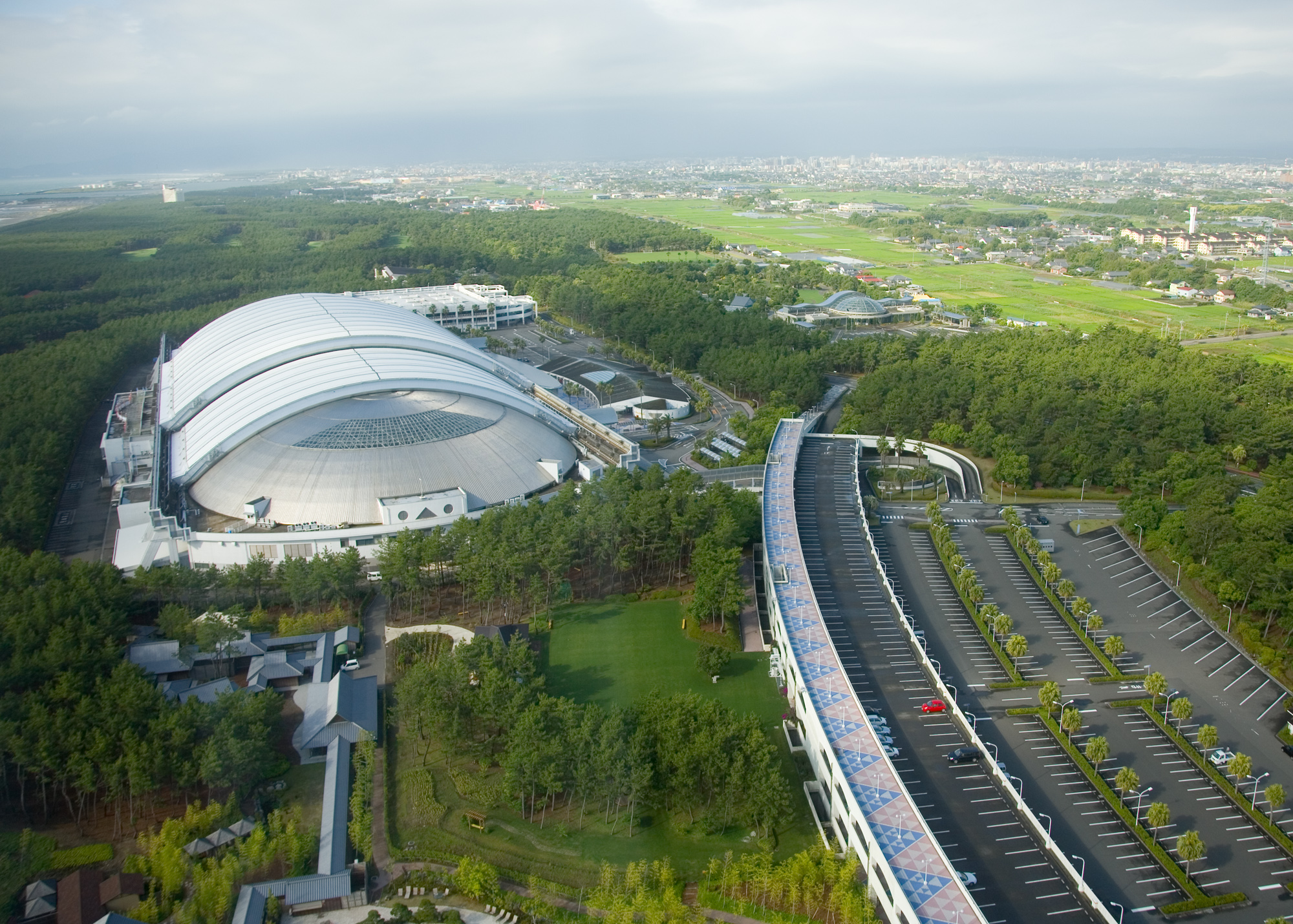
Ocean Dome sett från utsidan

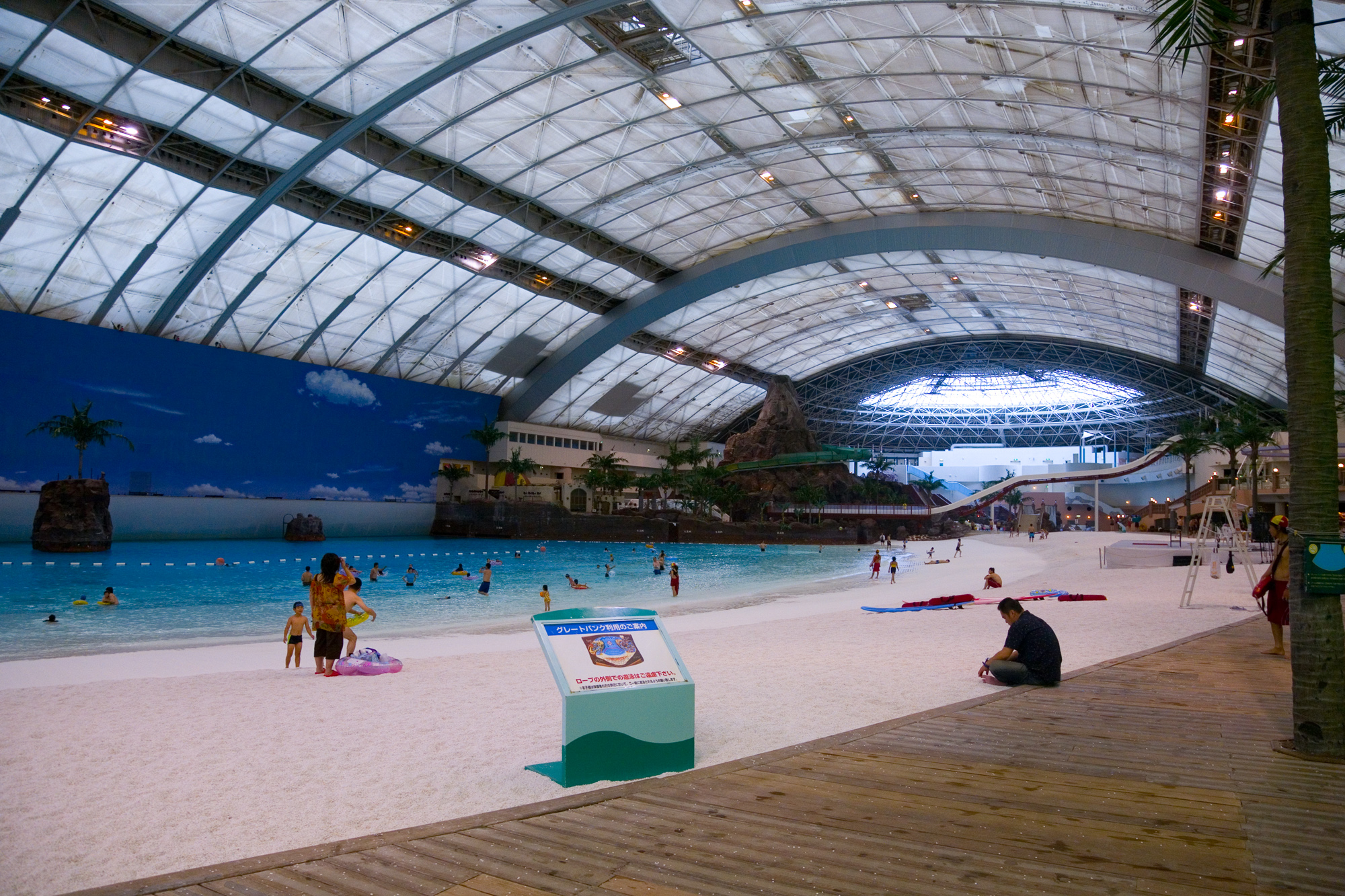
Ocean Dome sett från insidan

Seagaia (japanska: シーガイア?, Shiigaia) är en turistresort belägen i Miyazaki, Japan. Namnet kommer från engelska "sea" och grekiska "gaia". Förutom spa och konferenshotell finns 27 håls golfbana och tennisanläggning.

## Ocean Dome
Seagaia Ocean Dome var världens största inomhusbad det byggdes till en kostnad av 200 miljarder yen och öppnade den 30 juli 1993. Det var 300 meter långt, 100 meter brett och 38 meter högt.
Taket kunde dras tillbaka på dagar med bra väder och skjutas över på dagar med dåligt. Badet stängdes den 1 oktober 2007 och hade då haft tio miljoner besökare.

### Innehåll
Badet var uppbyggt som en sandstrand med äkta sand.
Lufttemperaturen hölls konstant vid 30°C och badvattnet 28°C. Oceandomes vågmaskin kunde även erbjuda möjligheter för vågsurfing.